# خولیو کاردنیوسا
خولیو کاردنیوسا (انگلیسی: Julio Cardeñosa؛ زادهٔ ۲۷ اکتبر ۱۹۴۹) بازیکن فوتبال اهل اسپانیا است.
از باشگاه‌هایی که در آن بازی کرده‌است می‌توان به باشگاه فوتبال رئال وایادولید و باشگاه فوتبال رئال بتیس اشاره کرد.
وی همچنین در تیم‌های ملی فوتبال اسپانیا بازی کرده‌است.